# Campeonato Asia-Pacífico de Rally
El Campeonato Asia-Pacífico de Rally (en inglés Asia-Pacific Rally Championship, APRC) es un campeonato de rally organizada anualmente por la FIA en países del sureste asiático y Oceanía.
El campeonato se organizó por primera vez en 1988, siendo el ganador el japonés Kenjiro Shinozuka a bordo de un Mitsubishi Galant VR-4. Otros ganadores de la prueba fueron el español bicampeón del mundo Carlos Sainz en 1990 y el sueco Kenneth Eriksson entre 1995 y 1997. El piloto que más veces ha obtenido el título y además de manera consecutivo ha sido el australiano Cody Crocker.

## Pruebas

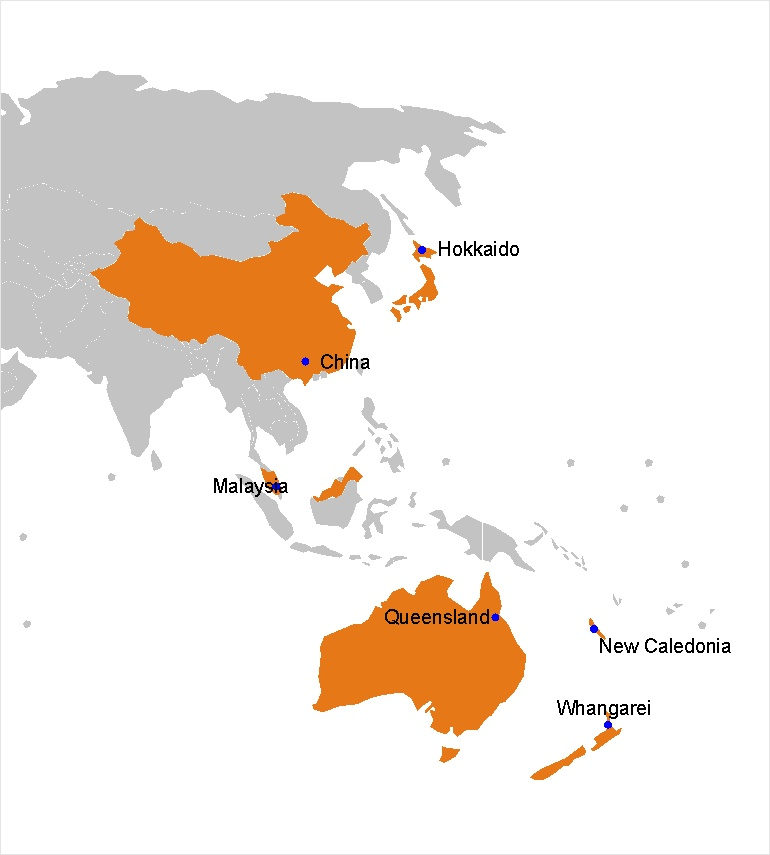
Mapa del campeonato con las principales pruebas.

- Listado de las pruebas actuales y pasadas.[1]

### Actuales
- Malaysian Rally (1988–1998, 2000–2001, 2005-2014)
- China Rally (1997–2002, 2004–2014)
- Rallye de Nouvelle-Calédonie (2001–2002, 2004–2014)
- Rally Hokkaido (2002–2014)
- International Rally of Whangarei (2007–2014)
- International Rally of Queensland (2009–2014)

### Anteriores
- Rally de Nueva Zelanda (1988–2000)
- Himalayan Rally (1988–1990)
- Rally de Australia (1988–1998)
- Rally de Indonesia (1989–1997, 2000, 2005–2009)
- Thailand Rally (1992–2003, 2005, 2013)
- Hong Kong Beijing Rally (1994–1996)
- Rally of Canberra (1999–2008)
- Rally of Rotorua (2001–2006)
- Rally India (2003–2004)

## Copa Asia-Pacífico
El campeonato incluye la Copa Asia-Pacífico, Copa Asia (A) y Copa Pacífico (B). Para optar a las Copas de Asia y Copa Pacífico se deben completar tan solo las pruebas incluidas en dichas competiciones.
Dentro del calendario para el año 2010 se establecieronn las siguientes pruebas:
- Rally de Malasya - 24, 25 de abril (A).
- Rally Hokkaido-Japón - 22, 23 de mayo (A).
- Rally Internacional de Whangarei - 3, 4 de julio (B).
- Rally Queensland - Australia - 31 de julio, 1 de agosto (B).
- Rally de Nueva Caledonia - 28, 29 de agosto (B).
- Rally de Indonesia - 25, 26 de septiembre (A).
- Rally de China - 6, 7 de noviembre (A).

## Palmarés
| Año  | Piloto            | Vehículo                      |
| ---- | ----------------- | ----------------------------- |
| 1988 | Kenjiro Shinozuka | Mitsubishi Galant VR-4        |
| 1989 | Rod Millen        | Mazda 323 4WD                 |
| 1990 | Carlos Sainz      | Toyota Celica GT-Four         |
| 1991 | Ross Dunkerton    | Mitsubishi Galant VR-4        |
| 1992 | Ross Dunkerton    | Mitsubishi Galant VR-4        |
| 1993 | Possum Bourne     | Subaru Legacy RS              |
| 1994 | Possum Bourne     | Subaru Impreza 555            |
| 1995 | Kenneth Eriksson  | Mitsubishi Lancer Evolution 3 |
| 1996 | Kenneth Eriksson  | Subaru Impreza 555            |
| 1997 | Kenneth Eriksson  | Subaru Impreza WRC            |
| 1998 | Yoshio Fujimoto   | Toyota Corolla WRC            |
| 1999 | Katsuhiko Taguchi | Mitsubishi Lancer Evolution 6 |
| 2000 | Possum Bourne     | Subaru Impreza WRX            |
| 2001 | Karamjit Singh    | Proton Pert                   |
| 2002 | Karamjit Singh    | Proton Pert                   |
| 2003 | Armin Kremer      | Mitsubishi Lancer Evolution 7 |
| 2004 | Karamjit Singh    | Proton Pert                   |
| 2005 | Jussi Välimäki    | Mitsubishi Lancer Evolution 8 |
| 2006 | Cody Crocker      | Subaru Impreza WRX STI        |
| 2007 | Cody Crocker      | Subaru Impreza WRX STI        |
| 2008 | Cody Crocker      | Subaru Impreza WRX STI        |
| 2009 | Cody Crocker      | Subaru Impreza WRX STI        |
| 2010 | Katsuhiko Taguchi | Mitsubishi Lancer Evolution X |
| 2011 | Alister McRae     | Proton Satria Neo S2000       |
| 2012 | Chris Atkinson    | Škoda Fabia S2000             |
| 2013 | Gaurav Gill       | Škoda Fabia S2000             |
| 2014 | Jan Kopecký       | Škoda Fabia S2000             |
| 2015 | Pontus Tidemand   | Škoda Fabia S2000             |
| 2016 | Gaurav Gill       | Škoda Fabia R5                |
| 2017 | Gaurav Gill       | Škoda Fabia R5                |
| 2018 | Yuya Sumiyama     | Škoda Fabia R5                |
| 2019 | De-wei Lin        | Subaru XV                     |
| 2020 | Edición cancelada | Edición cancelada             |
| 2021 | Edición cancelada | Edición cancelada             |
| 2022 | Hayden Paddon     | Hyundai i20 AP4               |
| 2023 | Rifat Sungkar     | Škoda Fabia Rally2 evo        |
| 2024 | Hayden Paddon     | Hyundai i20 N Rally2          |

## Estadísticas

### Constructores con más títulos
| N.º | Constructor | Títulos | Años                                                       |
| --- | ----------- | ------- | ---------------------------------------------------------- |
| 1   | Subaru      | 10      | 1993, 1994, 1996, 1997, 2000, 2006, 2007, 2008, 2009, 2019 |
| 2   | Mitsubishi  | 8       | 1988, 1991, 1992, 1995, 1999, 2003, 2005, 2010             |
| 2   | Škoda       | 8       | 2012, 2013, 2014, 2015, 2016, 2017, 2018, 2023             |
| 3   | Proton      | 4       | 2001, 2002, 2004, 2011                                     |
| 4   | Toyota      | 2       | 1990, 1998                                                 |
| 4   | Hyundai     | 2       | 2022, 2024                                                 |
| 5   | Mazda       | 1       | 1989                                                       |